# Pavel Řezáč
Pavel Řezáč ist ein tschechischer Diplomat.

## Werdegang
Řezáč schloss 1985 sein Studium an der Rechtsfakultät der Karls-Universität in Prag ab und trat in die Konsularabteilung des tschechoslowakischen Bundesministeriums für auswärtige Angelegenheiten ein. 1988 wurde er Dritter Sekretär und Konsul an der tschechoslowakischen Botschaft in Moskau (Sowjetunion) und arbeitete von 1991 bis 1992 im Außenministerium in der Konsularabteilung. Mit dem Zerfall der Tschechoslowakei wurde Řezáč am 1. Januar 1993 zum amtierenden Generalkonsul am Generalkonsulat der Tschechischen Republik in Istanbul (Türkei) ernannt.
Von 1994 bis 1996 arbeitete Řezáč als Referatsleiter der Konsularabteilung des tschechischen Außenministeriums in Prag und war von 1996 bis 1999 Erster Sekretär und Konsul der Botschaft der Tschechischen Republik in Den Haag (Niederlande). Bis 2001 war Řezáč Stellvertretender Direktor der Konsularabteilung des tschechischen Außenministeriums.
Von 2001 bis 2005 besetzte Řezáč den Posten des tschechischen Botschafters in Libyen und, nach einer Zeit als Referatsleiter und stellvertretender Direktor der Abteilung Naher Osten und Afrika im Außenministerium, von 2007 bis 2011 des tschechischen Botschafters in Jakarta, mit Zuständigkeit für Indonesien (Akkreditierung: 30. Januar 2007), Brunei (Akkreditierung: 17. April 2007), Osttimor (Akkreditierung: 1. März 2007), Papua-Neuguinea und Singapur.
2011 kehrte Řezáč an das Außenministerium in Prag zurück und erhielt den Posten des Direktors der Abteilung für Afrika südlich der Sahara, bis er 2015 zum tschechischen Botschafter in Kenia ernannt wurde. 2019 wechselte Řezáč direkt auf den Botschafterposten in Südafrika.